# Death Metal (album sastava Dismember)
Death Metal četvrti je studijski album švedskog death metal sastava Dismember. Diskografska kuća Nuclear Blast Records objavila ga je 8. kolovoza 1997. Pjesma "Let the Napalm Rain" sadrži uzorak iz filma Apokalipsa danas.

## Popis pjesama
| 1.    | »Of Fire«                      | Matti Kärki | David Blomqvist, Richard Cabeza    | 3:41 |
| 2.    | »Trendkill«                    | Fred Estby  | Estby                              | 2:11 |
| 3.    | »Misanthropic«                 | Kärki       | Cabeza, Estby                      | 2:59 |
| 4.    | »Let the Napalm Rain«          | Kärki       | Kärki, Estby                       | 3:27 |
| 5.    | »Live for the Fear (of Pain)«  | Estby       | Blomqvist, Robert Senneback, Estby | 2:36 |
| 6.    | »Stillborn Ways«               | Estby       | Estby                              | 4:15 |
| 7.    | »Killing Compassion«           | Estby       | Senneback, Estby                   | 1:49 |
| 8.    | »Bred for War«                 | Kärki       | Blomqvist, Estby                   | 4:19 |
| 9.    | »When Hatred Killed the Light« | Kärki       | Cabeza, Estby                      | 3:31 |
| 10.   | »Ceremonial Comedy«            | Kärki       | Blomqvist, Estby                   | 3:25 |
| 11.   | »Silent Are the Watchers«      | Kärki       | Blomqvist, Cabeza                  | 3:54 |
| 12.   | »Mistweaver«                   | Kärki       | Blomqvist                          | 4:07 |
| 40:14 |                                |             |                                    |      |

## Zasluge
Dismember
- Matti Kärki – vokal, koncept naslovnici
- David Blomqvist – solo gitara
- Robert Senneback – ritam gitara
- Richard Cabeza – bas-gitara, koncept naslovnici
- Fred Estby – bubnjevi, koncept naslovnici

Dodatni glazbenici
- Keren Bruce – viola (na pjesmi "Mistweaver")

Ostalo osoblje
- Tomas Skogsberg – inženjer zvuka (bubnjevi)
- Peter In De Betou – mastering
- Alvaro Tapia – naslovnica
- Anders Lindström – snimanje (bubnjevi)